# Prazzo
Prazzo (piemontiul: Prass, okcitánul: Pras) település Olaszországban, Piemont régióban, Cuneo megyében. Lakosainak száma 177 fő (2023. január 1.). Prazzo Acceglio, Bellino, Canosio, Elva, Marmora és Stroppo községekkel határos.

## Népesség
A település lakossága az elmúlt években az alábbi módon változott:
| Lakosok száma | 167  | 167  | 177  |
|               | 2017 | 2018 | 2023 |